# Polarisierung (Filmmusik)
Die Polarisierung ist nach dem Musikwissenschaftler Hansjörg Pauli eine Technik der Filmmusik: Mehrdeutige Bildinhalte werden durch eine begleitende Filmmusik eindeutig festgelegt. Zum Beispiel wird eine Filmfigur, deren Stimmung man nicht sehen kann, durch eine fröhliche Musik als fröhlich gekennzeichnet. 
Die Polarisierung steht nach Pauli im Gegensatz zur Kontrapunktierung, bei der die Musik dem Bild offensichtlich widerspricht, sowie zur Paraphrasierung, bei der die Musik die Bedeutung des Bildes akustisch verdoppelt. 
Pauli hat sich später von seiner ursprünglichen Theorie distanziert, dennoch ist seine Einteilung in der Literatur weit verbreitet.